# Euphorbia damarana
Euphorbia damarana là một loài thực vật có hoa trong họ Đại kích. Loài này được L.C.Leach mô tả khoa học đầu tiên năm 1975.

## Hình ảnh

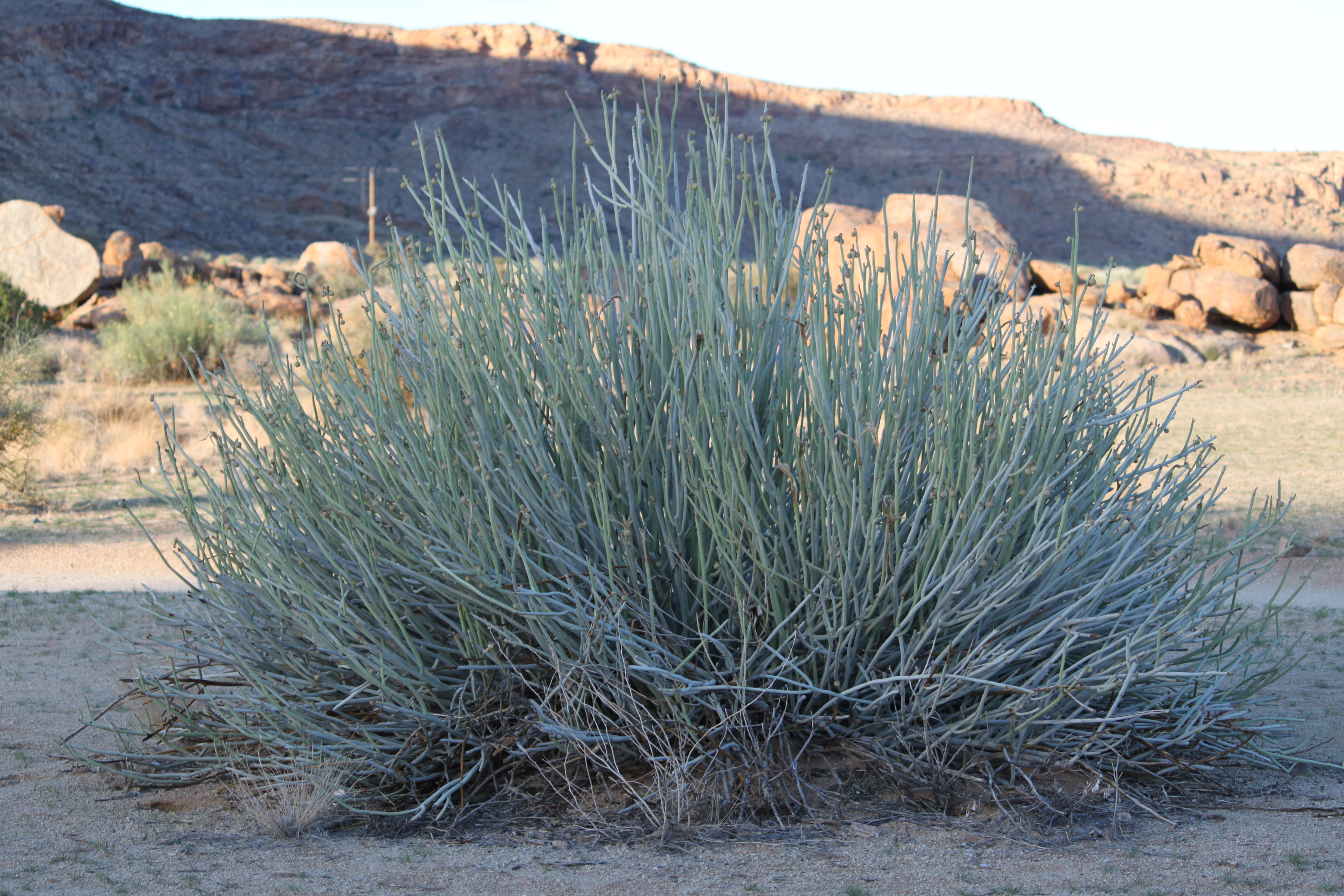
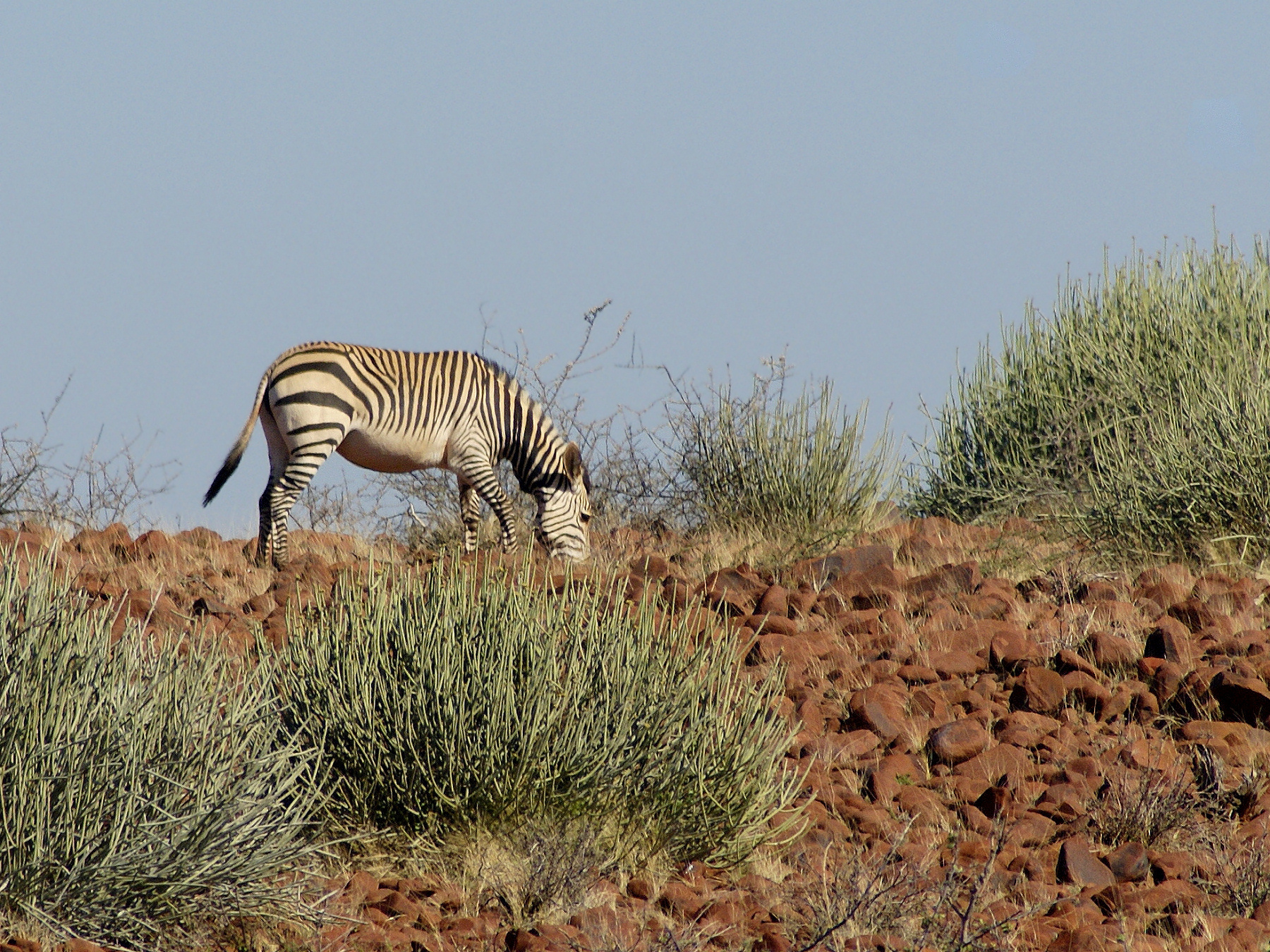
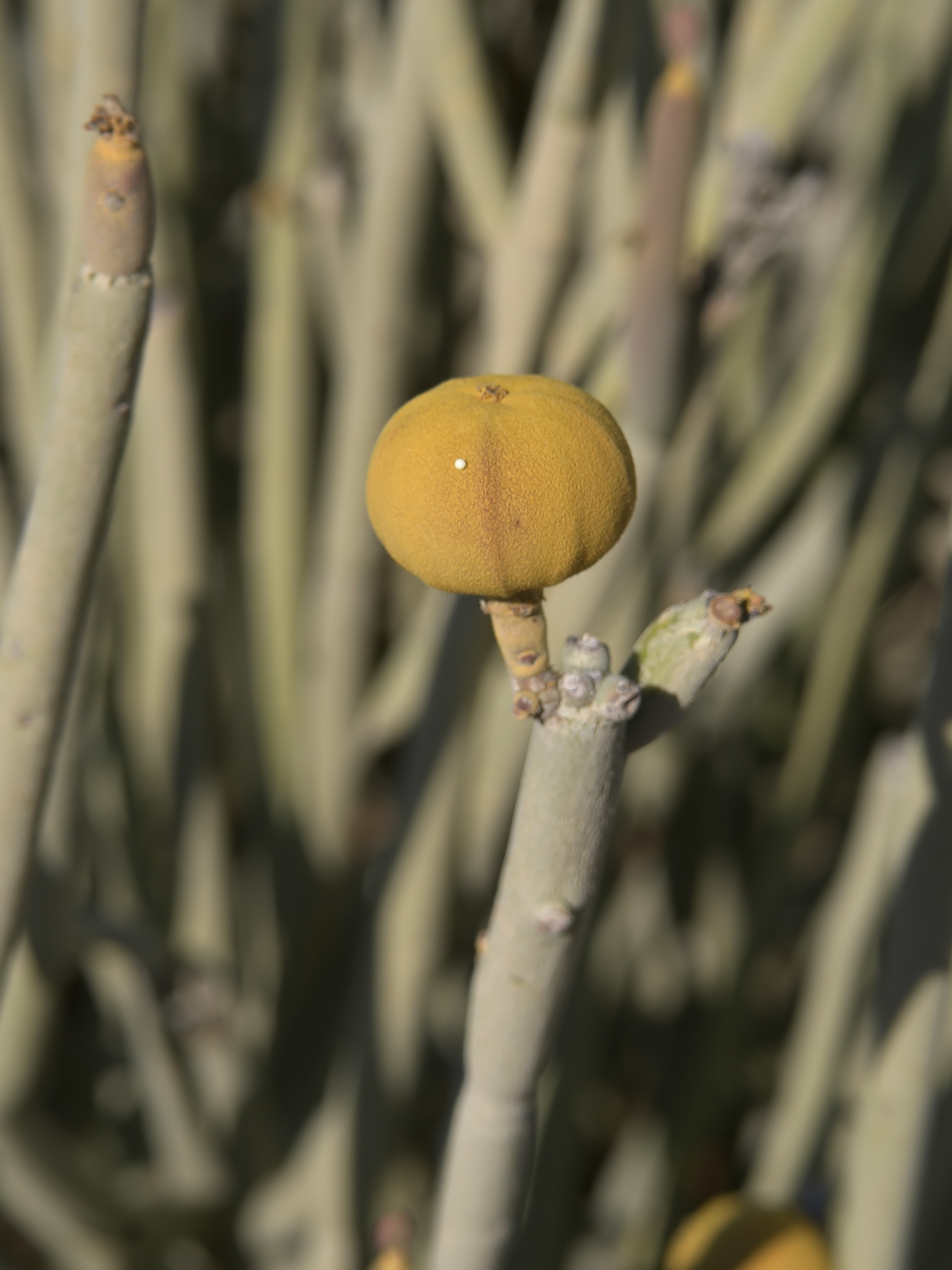
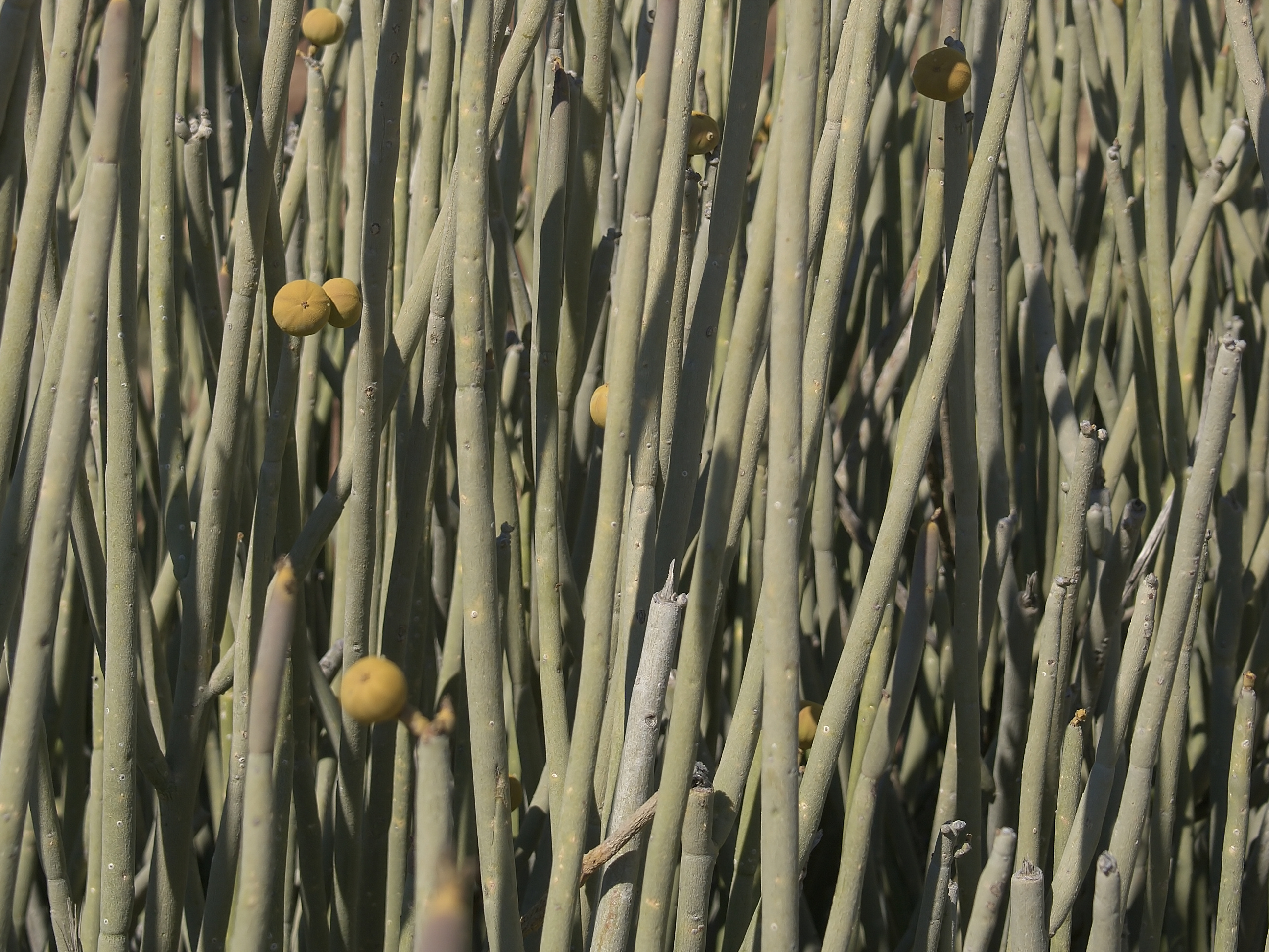